# Gagliano del Capo
Gagliano del Capo es una localidad italiana de la provincia de Lecce, región de Puglia, con 5.514 habitantes.

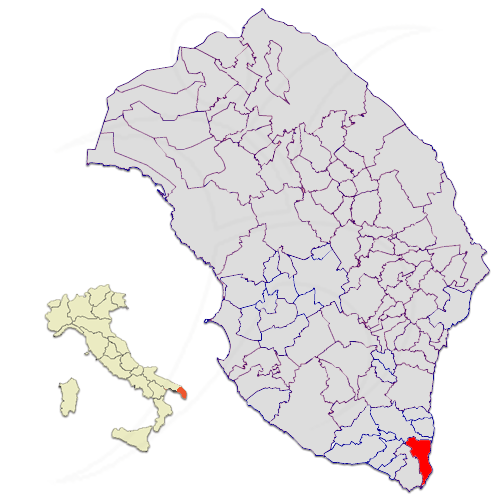
Ubicación de la ciudad de Gagliano del Capo dentro de la provincia de Lecce.

## Evolución demográfica
| Gráfica de evolución demográfica de Gagliano del Capo entre 1861 y 2001 |
|                                                                         |
| Fuente ISTAT - elaboración gráfica de Wikipedia                         |